# Auburn (zangeres)
Auburn Williams (Minneapolis, 2 december 1990) is een Amerikaans r&b zangeres. Op negenjarige leeftijd zong ze in een kerk en kort daarna begon ze met het schrijven van haar eigen nummers. Ze plaatste haar liedjesteksten op sociale netwerksites als middel voor promotie. Auburn bracht zelfstandig haar debuutalbum uit, Same Giirl in 2007. Dit album bracht de underground hit "Ewww Ewww". Dit lied bereikte de zesde plaats in de DJ Booth's Underground chart. In 2008 tekende ze een contract bij Warner Music Group en Beluga Heights. Ze bracht haar eerste officiële single "La La La" uit in 2010. 

## Discografie
Studioalbums
- Same Giirl (2007, FS Music)

Singles
- La La La (feat. Iyaz) (2010)
- All About Him (2010)
- Best Friend (2010)
- Perfect Two (2011)
- Incredible (2012)